# Кокобаев, Базаралы
Базаралы Кокобаев (1935—2014) — чабан, Герой Социалистического Труда (1958).

## Биография
Родился в 1935 году в селе Аксай (ныне — Таласский район Кыргызстана).
Работал животноводом, старшим чабаном, директором фермы колхоза имени Молотова.
Указом Президиума Верховного Совета СССР от 16 октября 1958 года за «выдающиеся успехи, достигнутые в деле развития овцеводства, увеличения производства и сдачи государству шерсти и мяса, а также широкое применение в практике своей работы достижений науки и передового опыта» Базаралы Кокобаев был удостоен высокого звания Героя Социалистического Труда с вручением ордена Ленина и медали «Серп и Молот».
Избирался депутатом Верховного Совета Киргизской ССР. С 1975 года Кокобаев работал бригадиром в колхозе «Манас».
С 1988 года — на пенсии. Проживал в селе Омуралиев Таласского района.
Скончался 10 декабря 2014 года.